# Nekrolog 1139
Nekrolog
◄◄
| ◄
| 1135
| 1136
| 1137
| 1138
| 1139 | 1140 | 1141 | 1142 | 1143 | ► | ►►
Weitere Ereignisse | Allgemeiner Nekrolog 1139
Die Beschreibung der verstorbenen Person sollte so kurz wie möglich gehalten sein und nur deren signifikante Tätigkeit(en) enthalten.
Neue Namen ggf. auch unter dem Geburts- und Sterbedatum, also etwa unter 1. Januar und im Geburts- und Sterbejahr (2024) eintragen (nur bei entsprechender großer Wichtigkeit). Für Beispiele siehe die schon vorhandenen Artikel.
Außerdem über die fünf zuletzt Verstorbenen, zu denen es einen ausreichend guten Artikel für eine Präsentation auf der Hauptseite gibt, nach der todesbedingten Überarbeitung der Artikel ggf. auch unter Wikipedia Diskussion:Hauptseite informieren und sie am besten auch in den anderen Wikipedia-Sprachversionen eintragen. Tipp: Regelmäßig bei news.google.de nach „ist tot“, „gestorben“ oder „verstorben“ suchen.
Wenn eine Person gestorben ist, gibt es viele Seiten zu dieser Person in der Wikipedia, die davon auch betroffen sind und entsprechend aktualisiert werden müssen. Beispiele: Namenübersichtsseite, Geburtsjahr, Geburtsort-Seiten und viele mehr.
Wie finde ich die betroffenen Seiten?
Im Suchfeld auf der linken Seite gibt man den Suchbegriff so ein: „Vorname Nachname“. Dann klickt man auf Volltext und alle Seiten mit entsprechendem Suchtext werden aufgerufen. Hier sieht man dann schnell, wo auch das Todesjahr Sinn macht oder sogar ein Teil des Artikels angepasst werden muss. Auch hilft das „Werkzeug“ auf der linken Seite sehr gut, um solche Seiten aufzufinden: „Links auf diese Seite“. Somit ist die Wikipedia wieder aktuell in allen Bereichen! Hinweis: bei Eintragung der Kategorie „Gestorben JAHR“ wird der Missbrauchsfilter 49 ausgelöst, was jedoch nicht schlimm ist. Siehe: Spezial:Missbrauchsfilter/49
Dies ist eine Liste von im Jahr 1139 verstorbenen bekannten Persönlichkeiten. Die Einträge erfolgen innerhalb der einzelnen Daten alphabetisch sortiert. Tiere sind im Nekrolog für Tiere zu finden.

## Januar
| Tag        | Name          | Beruf, bekannt als                              | Alter | Beleg |
| ---------- | ------------- | ----------------------------------------------- | ----- | ----- |
| 14. Januar | Simon I.      | Herzog von Oberlothringen                       |       |       |
| 25. Januar | Gottfried VI. | Graf von Löwen-Brüssel und Landgraf von Brabant |       |       |

## Februar
| Tag         | Name         | Beruf, bekannt als                   | Alter | Beleg |
| ----------- | ------------ | ------------------------------------ | ----- | ----- |
| 18. Februar | Jaropolk II. | Großfürst der Kiewer Rus (1132–1139) |       |       |

## April
| Tag      | Name              | Beruf, bekannt als | Alter | Beleg |
| -------- | ----------------- | ------------------ | ----- | ----- |
| 4. April | Euphemia von Kiew | Königin von Ungarn |       |       |

## Juni
| Tag      | Name             | Beruf, bekannt als            | Alter | Beleg |
| -------- | ---------------- | ----------------------------- | ----- | ----- |
| 23. Juni | Andreas von Kuik | Bischof von Utrecht           |       |       |
| 30. Juni | Otto von Bamberg | Bischof von Bamberg, Heiliger |       |       |

## Juli
| Tag      | Name        | Beruf, bekannt als                                                                | Alter | Beleg |
| -------- | ----------- | --------------------------------------------------------------------------------- | ----- | ----- |
| 16. Juli | Walram III. | Herzog von Niederlothringen, Graf von Arlon und Limburg sowie Herr von Wassenberg |       |       |

## August
| Tag        | Name      | Beruf, bekannt als                     | Alter | Beleg |
| ---------- | --------- | -------------------------------------- | ----- | ----- |
| 8. August  | Johann I. | Bischof von Prag                       |       |       |
| 19. August | Gottfried | Graf von Château-Porcien und von Namur |       |       |

## Oktober
| Tag         | Name                | Beruf, bekannt als                                  | Alter | Beleg |
| ----------- | ------------------- | --------------------------------------------------- | ----- | ----- |
| 20. Oktober | Heinrich der Stolze | Herzog von Bayern und Sachsen, Markgraf von Tuszien |       |       |

## November
| Tag          | Name          | Beruf, bekannt als                                        | Alter | Beleg |
| ------------ | ------------- | --------------------------------------------------------- | ----- | ----- |
| 12. November | Magnus IV.    | König von Norwegen                                        |       |       |
| 12. November | Sigurd Slembe | norwegischer Thronprätendent in der Zeit des Bürgerkriegs |       |       |

## Dezember
| Tag          | Name                | Beruf, bekannt als    | Alter | Beleg |
| ------------ | ------------------- | --------------------- | ----- | ----- |
| 11. Dezember | Roger von Salisbury | Bischof von Salisbury |       |       |

## Datum unbekannt
| Tag | Name                                | Beruf, bekannt als                          | Alter | Beleg |
| --- | ----------------------------------- | ------------------------------------------- | ----- | ----- |
|     | Otto von Böttstein                  | Abt der Reichenau (1123–1131)               |       |       |
|     | Robert de Ferrers, 1. Earl of Derby | englischer Graf                             |       |       |
|     | Niall Mac Aodh                      | Nachfolger des Patrick von Irland in Armagh |       |       |